# 忠類村
忠類村（ちゅうるいむら）は、北海道十勝支庁南部にあった村。
1949年に、大樹村から分村し、成立した。その後、2006年2月6日に隣接する幕別町に編入合併。幕別町の一部となった。
村名の由来は、アイヌ語の「チウルイciwruy」（急流の意）より。1969年にナウマン象の個体ほぼすべての化石が発掘され、日本で初めて全身骨格の復元に成功したことから、ナウマン象が村のシンボルとなっていた。

## 地理
十勝支庁の南部に位置。村面積の大半は平地。
- 山:チョマナイ山
- 河川:当縁川
- 湖沼:

### 隣接していた自治体
- 十勝支庁
  - 河西郡 : 更別村
  - 広尾郡 : 大樹町
  - 中川郡 : 幕別町、豊頃町

## 歴史
- 1930年10月10日 広尾線忠類駅が開業
- 1949年 広尾郡大樹村（現大樹町）から、上当縁、下当縁の両地区をもって分村
- 1953年 村内の字名を再編（晩成、新生、西当、朝日、明和、日和、公親、協徳、元忠類、忠類、共栄、幌内、古里、中当、東当）
- 1969年 日本で初めてナウマンゾウの化石が発掘される
- 1987年2月2日 広尾線が廃止
- 2006年 幕別町に編入合併

## 行政

### 歴代村長
| 代 | 氏名     | 就任日                     | 退任日                    | 備考            |
| -- | -------- | -------------------------- | ------------------------- | --------------- |
| 初 | 遠藤清作 | 1949年（昭和24年）9月10日  | 1953年（昭和28年）9月9日  | 1期             |
| 2  | 寺田真一 | 1953年（昭和28年）9月10日  | 1954年（昭和29年）9月30日 | 1期・途中辞任   |
| 3  | 伏見實   | 1954年（昭和29年）11月18日 | 1956年（昭和31年）5月9日  | 1期・在任中死去 |
| 4  | 門崎国雄 | 1956年（昭和31年）6月24日  | 1972年（昭和47年）6月23日 | 4期             |
| 5  | 白木敏夫 | 1972年（昭和47年）6月24日  | 1987年（昭和62年）6月23日 | 4期・途中辞任   |
| 6  | 藤谷清   | 1987年（昭和62年）7月19日  | 1990年（平成2年）4月6日   | 1期・在任中死去 |
| 7  | 吉田一弘 | 1990年（平成2年）5月20日   | 1994年（平成6年）5月19日  | 1期             |
| 8  | 二川邦男 | 1994年（平成6年）5月20日   | 2002年（平成14年）5月19日 | 2期             |
| 9  | 遠藤清一 | 2002年（平成14年）5月20日  | 2006年（平成18年）2月5日  | 1期             |

## 経済
基幹産業は農業（畑作）。特産品はゆり根。

## 姉妹都市・提携都市
- 埼玉県上尾市

## 教育
- 小学校
  - 忠類
- 中学校
  - 忠類

かつて、明和、西当縁に小学校が存在し、中当縁に小中学校が存在したが現在は廃校。

## 交通

### 空港
- 帯広空港（帯広市）

### 鉄道・バス
かつては広尾線が通っており忠類駅があったが1987年に廃止され、十勝バスが代替バスを運行。

### 道路
- 一般国道
  - 国道236号
  - 国道336号
- 都道府県道
  - 北海道道15号幕別大樹線
  - 北海道道319号生花大樹線
  - 北海道道657号美成忠類停車場線
  - 北海道道773号萠和大樹停車場線
- 道の駅
  - 忠類

## 名所・旧跡・観光スポット・祭事・催事

### 観光

忠類ナウマン像記念館

- 忠類ナウマン象記念館
- ナウマン温泉

### 祭り
- ふるさと盆踊り大会（8月中旬開催）

## 出身有名人
- カミシマチナミ （デザイナー）
- 荒川弘 （漫画家）